# Charles François Dulauloy
Charles François Dulauloy comte de Randon, né le 9 décembre 1761 à Laon, mort le 30 juin 1832 à Villeneuve-Saint-Germain (Aisne), est un général français de la Révolution et de l’Empire.

## États de service
D'une famille noble, il entre dans l'artillerie en 1780, comme élève, il est capitaine en 1788, commandant l'artillerie du camp de Paris, lors de l'invasion des Prussiens ; se distingue dans la guerre de la Vendée et est reçu colonel en 1793, puis général de brigade en 1794 ; il présente à la Convention la capitulation de Niewport dans la fameuse séance du 8 thermidor an III, et est employé à la direction du mouvement des armées par le Comité de salut public ; est chef d'artillerie aux armées du Nord, de Sambre-et-Meuse et de l'Ouest, défend Tortone en Italie et a le commandement de Gênes et de la Ligurie.
Il organise en 1802, l'école d'artillerie de Metz ; général de division en 1803 à l'armée de Hanovre, il revient commander l'artillerie en Italie, dans le royaume de Naples.
Il passe au 4e corps de la Grande Armée en 1806, se distingue à Eylau, à Heilsberg, à Friedland en 1807, el reçoit la croix de grand officier de la Légion d'honneur. Créé comte de l'Empire en 1808 et envoyé en Espagne, il a une grande part aux combats qu'y livre le 2e corps. Détaché en Hollande lors de l'invasion anglaise, il revient à la Grande Armée et fait les campagnes de 1811 et de 1812. Nommé en 1813, commandant de l'artillerie de la Garde impériale, grand cordon de l'Ordre de la Réunion, il se couvre de gloire à Lützen, où, à l'exemple de Travot, il contient et charge toute la ligne ennemie avec l'artillerie légère, à Bautzen où il attaque le centre de l'armée ennemie avec les réserves de l'artillerie de la garde, enfin aux batailles de Dresde et de Leipzig. Conseiller d'État le 5 décembre 1813 et chambellan de Napoléon le 7 décembre.
Louis XVIII utilise les talents du général Dulauloy dans les inspections générales d'artillerie et lui donne le grand cordon de la Légion d'honneur.
Dans les Cent-Jours ; Napoléon Ier le crée Pair de France et gouverneur de Lyon. Il est mis à la retraite à la seconde Restauration. 
Il meurt le 30 juin 1832 à Villeneuve-Saint-Germain (Aisne).

## Armoiries
| Figure | Blasonnement |
|        | Armes du comte Charles François Dulauloy et de l'Empire D'azur, à la fasce d'or, chargée d'un cœur de gueules, et accompagnée en chef d'une épée d'argent la pointe en bas, accostée de deux gerbes d'or, liées du même, et en pointe d'une ancre d'argent; au canton des comtes militaires brochant. |

## Source
- « Charles François Dulauloy », dans Charles Mullié, Biographie des célébrités militaires des armées de terre et de mer de 1789 à 1850, 1852 [détail de l’édition] ;
- « Charles François Dulauloy », dans Adolphe Robert et Gaston Cougny, Dictionnaire des parlementaires français, Edgar Bourloton, 1889-1891 [détail de l’édition].

- Archives nationales (CARAN) – Service Historique de l’Armée de Terre – Fort de Vincennes – Dossier S.H.A.T. Côte : 7 Yd 461.
  - Côte S.H.A.T., état de services, distinctions sur « web.genealogie.free.fr : Les militaires »(Archive.org • Wikiwix • Archive.is • Google • Que faire ?) (consulté le 24 août 2014)
- Roger Firino, « Le général Dulauloy », Bulletin de la Société archéologique, historique et scientifique de Soissons, Soissons,‎ 1928 (lire en ligne)